# Sidomulyo (Banyuasin I)
Sidomulyo is een bestuurslaag in het regentschap Banyuasin van de provincie Zuid-Sumatra, Indonesië. Sidomulyo telt 2938 inwoners (volkstelling 2010).